# Болгарсько-північномакедонські відносини
Відносини Болгарії та Північної Македонії — двосторонні відносини між Республікою Болгарія та Республікою Північна Македонія. Обидві країни є членами Ради Європи та НАТО. Болгарія є членом Європейського Союзу. Болгарія була першою країною, яка визнала незалежність своєї сусідки в 1992.
2017 року обидві країни підписали договір про дружбу. Північна Македонія намагається приєднатися до ЄС із 2004, тоді як уряди ЄС офіційно дали дозвіл на початок переговорів у березні 2020 року. Тим не менш, Північна Македонія та Болгарія мають складні сусідські відносини, тому болгарський фактор відомий у македонській політиці як «комплекс B».
У 2020 році Болгарія запропонувала компроміс і погодилася визнати македонську мову та національну ідентичність, якщо Північна Македонія визнає, що обидві нації та мови мають спільне історичне коріння. Цю пропозицію Північна Македонія відхилила як загрозливу. Визнання болгарського впливу на македонську історію є дуже проблематичним для багатьох македонців, оскільки воно суперечить югославському македонському наративу побудови нації після Другої світової війни, який базувався на глибоко антиболгарській позиції. Ще один ревізіоністський напрямок македонської історіографії полягає в тому, що їх національна історія вже була взята раніше болгарською національною історіографією. Відродження болгарського іредентизму через поглиблення шовінізму та національних історичних міфів у посткомуністичній Болгарії присудило Македонії місце в болгарському націоналізмі, подібне до Косова в сербській ідеології, оскільки болгари розчаровані існуванням македонської нації, яку вони вважають «штучною», і македонської мови, яку вважають діалектом болгарської.

## Історія

### Передумови
15 січня 1992 Болгарія була першою країною, яка визнала незалежність тодішньої Республіки Македонія. Однак Болгарія відмовилася визнати існування окремої етнічної македонської нації та окремої македонської мови. Болгари стверджують, що етнічні македонці є підгрупою болгарської нації і що македонська мова є діалектом болгарської мови. Ці поняття були визначені деякими дослідниками як псевдонаукові теорії, насаджені в Болгарії під час національно-комуністичного режиму Тодора Живкова, але насправді вони також були позиціями болгарської антикомуністичної легальної опозиції в перші роки після Другої світової війни і болгарських дисидентів у Західній Європі, включаючи ультралівих анархістів, таких як Георгі Гаджієв, та активістів ВМРО Івана Михайлова, оскільки вони також вели збройну боротьбу проти комуністів на території Піринської частини Македонії, що належить Болгарії, а також пов'язаної з ВМРО емігрантської Македонської патріотичної організації, багатьох ранніх і пізніх македонських націоналістів, які проявляли болгарську національну самосвідомість у різні періоди свого життя, та болгарських націоналістичних інтелектуалів із Македонії, репресованих із приходом до влади комуністів та реабілітованих під час десталінізації. Крім того, навіть за часів Тодора Живкова болгарських націоналістів, які хотіли, щоб Народна Республіка Болгарія проводила більш активну політику в македонському питанні, ніж прийнята пасивна політика лише в протистоянні югославським претензіям на Піринську Македонію та проти радянського тиску на користь Югославії було придушено, під югославським і радянським дипломатичним тиском були заборонені документальні та художні історичні книги та фільми, які захищали болгарську позицію в македонському питанні. Це призводить до певних ускладнень при підписанні договорів між двома країнами. Такі договори підписуються з такою довгою фразою в кінці: «вчинено офіційними мовами двох держав — болгарською мовою відповідно до Конституції Республіки Болгарія та македонською мовою відповідно до Конституції Республіки Північна Македонія». З іншого боку, Скоп'є наполягає на присутності македонської громади в Болгарії, де деякі кола заявляють про 750 000 «етнічних македонців». Північна Македонія розвинула відносини з Болгарією в політичній, економічній та військовій сферах. Уряди двох країн працювали над покращенням ділових відносин. Болгарія також передала танки, артилерію та іншу військову техніку армії Північної Македонії. Правила, що регулюють добросусідські відносини між Болгарією та Північною Македонією, були встановлені у Спільній декларації від 22 лютого 1999 року, підтвердженій спільним меморандумом, підписаним 22 січня 2008 року в Софії.
Реагуючи на публікацію скандальної енциклопедії Македонської академії наук і мистецтв (MANU) у 2009 році, Болгарія попередила, що «неприпустимо, щоб країна, яка прагне вступити в НАТО та ЄС, вдавалася до термінології, типової для ідеології холодної війни, і що енциклопедія «не робить жодного внеску у зміцнення добросусідських відносин і приборкання «мови ворожнечі». У зв'язку з адміністративним, поліцейським та іншими видами тиску, який нібито здійснюється на громадян Болгарії та громадян Північної Македонії з болгарською самоідентифікацією в Північній Македонії, 4 серпня 2009 року МЗС Болгарії оголосило, що «Болгарія розгляне підхід македонської сторони в таких випадках як один із критеріїв, на основі якого можна оцінити готовність країни здійснити зміни, які б дозволили європейську інтеграцію Республіки Північна Македонія». Болгарія запропонувала підписати договір (на основі цієї Спільної декларації 1999 року), що гарантує добросусідські відносини між двома країнами, щоб уможливити підтримку Болгарією вступу Північної Македонії до Європейського Союзу. Протягом останніх кількох років тисячі громадян Північної Македонії подали документи на болгарське громадянство (серед них колишній прем'єр-міністр Північної Македонії Любко Георгієвський), причому понад 90 000 вже отримали болгарські паспорти. Для отримання паспорта громадяни Північної Македонії, які подають заяву на болгарське громадянство, повинні довести, що вони мають болгарське походження та болгарську національну свідомість. З 1 січня по 18 листопада 2011 року Болгарська рада з питань громадянства розглянула 22 241 заяву на громадянство, з яких 13 607 було схвалено.

### Договір про дружбу і далі
1 серпня 2017 уряди Болгарії та Північної Македонії підписали договір про дружбу для зміцнення відносин між двома балканськими державами. Так званий Договір про дружбу, добросусідство та співпрацю був ратифікований парламентами Республіки Північна Македонія та Болгарії 15 та 18 січня 2018 року відповідно. Спільна комісія з історико-освітніх питань була створена у 2018 році як форум, де можна було б порушувати та обговорювати суперечливі історико-освітні питання. Згідно зі звітами, ця комісія мало просунулася у своїй роботі протягом одного року.
У жовтні 2019 року Болгарія виклала рамкову позицію, попереджаючи, що вона заблокує процес вступу до ЄС, якщо Північна Македонія не виконає низку вимог щодо того, що Болгарія сприймає як «антиболгарську ідеологію» в країні. У жовтні 2020 року Болгарія запропонувала компроміс і погодилася визнати македонську мову та македонську ідентичність, якщо Північна Македонія визнає, що вона історично має болгарське коріння. Міністр закордонних справ Катерина Захар'єва заявила, що «як ми готові визнати реальність, так і вони повинні визнати минуле». Цю пропозицію Північна Македонія відхилила. Президент Македонії Стево Пендаровський і прем'єр-міністр Заєв оголосили, що вони не ведуть і ніколи не будуть вести переговори про те, чи македонська мова та ідентичність історично пов'язані з болгарськими. У результаті 17 листопада 2020 року Болгарія відмовилася затвердити рамки переговорів Європейського Союзу щодо Північної Македонії, фактично заблокувавши офіційний початок переговорів про вступ з цією країною.  Німеччина та інституції ЄС розкритикували неконструктивну поведінку Софії. За словами польського політолога Томаша Камуселли, членство Болгарії в ЄС не слід використовувати як зброю як інструмент тиску на країни-кандидати на вступ до ЄС для поширення болгарського етнополітичного впливу в регіоні, від Молдови до Північної Македонії та Албанії.
В інтерв’ю болгарським ЗМІ в листопаді 2020 року прем’єр-міністр Зоран Заєв визнав багато історичних фактів про спільну історію обох народів, які десятиліттями змінювали та приховували в Північній Македонії. Інтерв'ю стало шоком, а після нього послідувала хвиля націоналізму в Скоп'є, а також протести з вимогою відставки Заєва. На думку колишнього прем'єр-міністра Македонії Любчо Георгієвського, який наполягає на болгарському корінні македонців, ця реакція є результатом невігластва, лицемірства або політиканства. Він зазначив, що «глибинна держава» в Північній Македонії порушує нормальні відносини між двома країнами. Це породжує ненависть і ворожнечу до Болгарії. З іншого боку, інший колишній прем’єр-міністр Владо Бучковскі, який був призначений представником Заєва в Болгарії, також має сильні проболгарські позиції та стверджує, що македонці та болгари були одним народом, навмисно розділеним югославською політикою протягом XX століття. Вирази антиболгарських настроїв залишаються серйозною проблемою через неодноразове спалення болгарських прапорів. Ці дії були рішуче засуджені Стево Пендаровським, президентом Північної Македонії, і Катериною Захарієвою, міністром закордонних справ Болгарії. Наприкінці березня 2021 року в Болгарії спалахнув скандал після того, як було виявлено, що уряд Північної Македонії під керівництвом Зорана Заєва фінансував інститут під назвою Міжнародний інститут досліджень Близького Сходу та Балкан (IFIMES) між 2017 і 2020 роками. IFIMES опублікував низку статей, у яких Болгарію та Німеччину назвали «мафіозними державами, зацікавленими в нацизмі». У Болгарії це було сприйнято як наклепницьку кампанію, фінансовану Північною Македонією з метою дискредитації Болгарії перед її партнерами з ЄС. Уряд Північної Македонії спростував ці заяви болгарської сторони. 24 січня 2022 року два нових прем’єр-міністри Болгарії (Кіріл Петков) і Північної Македонії (Дімітар Ковачевський) зустрілися в Скоп’є, прагнучи покращити переговори щодо відносин і обговорити переговори з ЄС та інші питання, які потрібно вирішити. 24 червня 2022 року під сильним тиском ЄС парламент Болгарії схвалив зняття вето країни на початок переговорів про вступ до ЄС із Північною Македонією. Рада Європейського Союзу 18 липня 2022 року ухвалила рішення розпочати переговори з Албанією і Північною Македонією про вступ до ЄС. Однак у Північній Македонії після зняття вето антиболгарські настрої посилилися - у жовтні 2022 року болгарські асоціації були заборонені в країні під приводом «суперечливих імен», як-от Івана Михайлова, останнього лідера ВМРО, який боровся за звільнення Македонії від сербської та грецької окупації, але немає такі юридичні дії для сербських організацій у країні, заперечуючи окупаційний та денаціоналізаційний характер сербської влади в регіоні в період 1912-1915 та 1918-1941 років, 23 листопада о 21:00 того ж року в Болгарському клубі в Охріді було стріляно, 19 січня 2023 року в тому ж Охріді побили секретаря Болгарського клубу Христіана Пендікова, а справу проти зловмисників влада Північної Македонії систематично відкладала, а потерпілому надійшли сотні погроз життю, на святкування річниці з дня народження Гоце Делчева 4 лютого того ж року гостей з Болгарії не пустили, багатьох з них заарештували і побили і їм заборонено в'їзд в країну на 3 роки,, 18 травня того ж року президент Стево Пендаровскі створив «Чорний список» для патріотично налаштованих болгар, яким заборонено в'їзд до країни, але не включав великосербських чи албанських шовіністів.13 червня того ж року в місті Струга був побитий голова місцевої болгарської асоціації Бекір Кадрискі, 27 липня в Скоп'є болгарських футбольних уболівальників викинули з автомобіля, а один з них отримав ножове поранення, а ще кількох побили,, після того, як їх перенаправила місцева поліція в район, де вони потрапили в засідку, і кілька болгарських футбольних уболівальників були свавільно затримані перед стадіоном, не зробивши нічого, щоб спричинити це, а 21 листопада 2023 року була заарештована жителька міста Валандово з болгарським громадянством і дочка активного болгарина з північної Македонії.

### Розпалювання Росією антиболгарських настроїв у Північній Македонії
9 травня 2015 року з нагоди нападу албанських терористів на місто Куманово нагороджена Путіним і російська розвідниця,, також прокремлівська журналістка і внесена через 8 років до українського санкційного списку Дарія Асламова опублікувала замовну статтю в газеті «Комсомольская правда», в якому була карта «об’єднаної Македонії», включаючи «звільнену» Піринську частину регіону, яка була оголошена «окупованою» Болгарією. Болгарія була звинувачена в «підтримці албанських терористів», незважаючи на підтримку Болгарії, яку вона надала захисту Македонії в 2001 році, і була оголошена «вигнаною» з православної цивілізаці. У найближчі дні, тижні та місяці статтю також поширювали на можливо рашистських і путіністських сайтах. 24 травня 2017 року в присутності президента тодішньої Республіки Македонія Георге Іванова Путін назвав кирилицю «македонською», за що його також розкритикували альтернативні ЗМІ пригноблених народів Росії. Російське посольство в Скоп’є, з іншого боку, опублікувало дописи у Facebook, у яких історичні особи з регіону Македонії з незаперечною болгарською самосвідомістю, такі як брати Міладінові, Климент Охридський, Гоце Делчев та інші, були представлені як «етнічні македонці», а ВМРО, яка мала болгарський характер і до поразки Болгарії в Першій світовій війні боролася за приєднання до неї Македонії, після чого він почав боротися за політичне відокремлення регіону як багатоетнічної держави з болгарською більшістю представляють як «етнічну македонську» революційну організацію. Вона також підтримала фільм, який представляє кирилицю як «македонську», з європейських країн, які сьогодні використовують це письмо, у фільмі не згадується лише Болгарія, яка створила цей алфавіт, і процитувала слова Путіна про це у Facebook, у яких навіть вступ болгарської армії у Вардарську Македонію після поразки Королівства Югославія вермахтом під час Другої світової війни подається як «болгарська агресія» проти Македонії, незважаючи на те, що в Югославії Македонія на той час була офіційно оголошена «Південною Сербією». Більшість його мешканців вітали болгарські війська як визволителів, а в результаті пакту Молотова — Ріббентропа СРСР тоді також був союзником нацистської Німеччини, і «причина» німецького нападу на Радянський Союз.У своїй доповіді «Про героїзацію нацизму» від 30 серпня 2022 року МЗС Росії критикує декларовану готовність уряду Північної Македонії досягти компромісу в спірних історичних питаннях з Болгарією та висловило підтримку підпалу Болгарський культурний клуб у Бітолі, який відбувся 4 червня того ж року.У цьому ж звіті Болгарія звинувачується у «ворожій політиці» по відношенню до своїх громадян з македонською самосвідомістю, незважаючи на те, що деякі з них роками ведуть легальну публічно-політичну діяльність і навіть ті з них, хто закликав до війни проти болгарської держави, не були репресовані (інституціями, організаціями чи простими громадянами).Македонська націоналістична партія «Єдина Македонія», названа за прикладом російської правлячої партії і поставила своєю основною політичною метою вступ країни до Євразійського Союзу, який відвідав один із найважливіших ідеологів рашизму та неоєвразійства Олександр Дугін, і чий лідер партії Янко Бачев вивісив російський прапор на бронетранспортері, також активно виступає проти вирішення історичних суперечок країни з Болгарією і використовує расистську риторику проти болгар, оголошуючи їх «татарами», і закликає до масового терору проти Громадяни Болгарії, які проживають в Македонії. Іншим розпалювачем болгарофобії в Північній Македонії є журналіст Міленко Неделковскі, який в ніч на 22 вересня 2016 р - на День незалежності Болгарії, розбив молотком меморіальну дошку болгарським воїнам, полеглим у боях на горі Каймакчалан в період 12 - 30 вересня 1916р, не торкнувшись розташованого на її вершині оссуарію, де покояться останки воїни, які загинули в тих самих боях, лежать на традиційному російському союзнику Сербії, реставрація якої, фінансована офіційною Сербією, завершилася того ж місяця до сторіччя битви.  Журналіст на своєму сайті «Дудинка» також пропагує українофобію, підтримуючи великоросійські шовіністичні погляди на українців як «частина російського народу».